# Yak-28 (航空機)
Yak-28
Yak-28L（モニノ軍事博物館所蔵）
- 用途：戦術爆撃機/戦術偵察機/電子戦機/迎撃戦闘機
- 製造者：ヤコヴレフ設計局
- 運用者： ソビエト連邦など
- 初飛行：1958年3月5日
- 生産数：1,285機(ソビエト連邦解体前は1,180機と公表)
- 生産開始：1959年
- 運用開始：1960年
- 退役：1995年(ベラルーシ)
- 運用状況：退役済

Yak-28（Jak-28；ヤク28）は、ソ連のヤコヴレフ設計局で開発された超音速戦術または防空戦闘機である。北大西洋条約機構（NATO）は、識別のため戦術戦闘機型に「ブリュワー」、防空戦闘機型に「ファイアバー」というNATOコードネームをつけた。複座の戦闘練習機型の存在も知られており、こちらのコードネームは「マエストロ」である。

## 概要
1958年3月5日に初飛行を行い、1960年頃から生産が開始され防空軍に引き渡された。それまで運用していたMiG-19やSu-9、Su-11などはいずれも単座の戦闘機であり、滞空時間や搭載可能な兵器でも見劣りしていた。この様な状況から本格的な機材と装備を有する機体の必要性が認められた。要求としては操縦士と電子機器操作員の複座とし、武装は長射程の空対空ミサイル、燃料を最大限搭載して大きな航続力をもたせることなどが決まった。当時はミサイル万能論が趨勢であり、機関砲の搭載は認められなかった。いずれも爆撃機や偵察気球の撃墜を率先して行う為に、開発は順調に進められた。こうして完成した機体は着陸に難があるも、重心を乱さない自転車式(タンデム)の降着装置を持ち大出力のレーダーを装備していた。様々な派生型が出来るという点から徴用され、Yak-25やTu-128と共に広いソビエトの国土の防空任務に従事されることになった。実戦を経験することなく、1992年に後任のMiG-31に防空任務を譲って退役した。最後まで防空任務に就いていたのは、ソビエト連邦構成国の1つであったベラルーシだった。
生産された型は迎撃戦闘機型に加えて、戦術爆撃機型、偵察機型、電子戦機型、複座練習機型など多数である。これは大柄な機体であり発展性が見込めたからである。ただし、元々上昇性能を重視した機体であるため、爆装をすると航続性能が低下したり、またSu-17やSu-24と比べて搭載能力が劣るという問題が露呈した。もっとも、これは最初から戦闘爆撃機として設計された機体と比べると、Yak-28に分が悪くなるのは当然である。とはいえ自転車式の降着装置を備えた胴体は、爆弾倉の設置がすぐ出来た上、外部に吊り下げるよりは胴体内なら空気抵抗が抑えられるというメリットが少なからずあった。しかし、強力なツマンスキー製ジェットエンジンを収めたポットを主翼に取り付ける、言わばドイツ空軍のMe262のような設計であり、通常の戦闘機と比較して主翼に武装が搭載出来ないという短所は退役まで残ることになった。胴体に内蔵するものも施策されたものの、生産されることはなかった。なお主翼に兵装を搭載できないのは、現代的な基準からすると致命的な短所であるが、ミサイルを4発装備できるのは当時の水準に達しており、むしろMiG-21のようにミサイルを主翼に2発しか取り付けられない機体が多かったため、まだ問題視はされなかったのである。
なお、当初は試作機・量産配備機・実験機含めて1,180機が生産されたことになっていたが、ソビエト連邦が解体されて機密情報が公開された際に、実際には全ての型を含めて1,285機(試作機2機、量産配備機1,239機、実験機44機)が生産されたことが判明した。

## 運用履歴
ソ連の同盟国には正式に輸出されなかったため、西側諸国においては本機は長い間その実態が把握されていなかった。実戦に参加することはなかったものの、様々な場面で迎撃任務に従事し西側から飛来する偵察気球の撃墜を行った。更に領空侵犯の際にも編隊を組んで飛来し威嚇を行った。1975年11月8日に発生したソ連海軍1135型大型対潜艦「ストロジェヴォーイ」の蜂起事件では、航行中の同艦への爆撃任務に就いたが、目標を誤った編隊がソ連の民間貨物船を攻撃して至近弾により損傷を与えた（死傷者なし）ほか、同艦を追跡していた友軍艦を誤って攻撃している。
その後、前述した主翼に兵装を搭載出来ないという点が懸念されるようになり、エンジンを胴体内に収容する形状にした試作機を完成させたものの、航続性能も飛行速度も劣っていたため生産に移されることはなかった。その後、更に高性能なレーダーを有したSu-27やMiG-31の配備が決まると次々と退役し、予備役として保管されるようになった。
1991年にソビエト連邦が崩壊し構成国が独立していくと、各国は残されたYak-28を引き続き運用していた。しかし、本国では既に生産が終了していたため、運用に支障をきたすようになった。のちに部品の再生産が行われたものの、財政難にあったロシア国内のヤコヴレフ本社は従業員への給料すらまともに支払えない状態であった。そのため当初は部品が供給されていたものの、翌1992年には全ての生産体制が停止された。最終的にMiG-31やSu-27の方が性能面で勝ったこともあり、Yak-28の運用は終わることとなった。
旧ソ連の機体を引き継いだウクライナとベラルーシでは、防空任務を退いたあとも要撃機や偵察機として運用されていたが、すべて2000年までに退役している。

## 派生型

Yak-28-64

### 試作機
Yak-129-1
1機製造された試作機で1958年3月5日に初飛行を行った。武装は搭載されておらずレーダーのテストが行われた。ちなみに塗装は試験機ということもあって銀色だった。当初はYak-129だったが途中からYak-129-1に変更された。末尾の1は1号機を示す。
Yak-28-2
1機製造されたR-11AF-300エンジン(アフターバーナー推力5750kgf)を搭載した試作機。
Yak-28 イズダーリエB
訓練用の戦術爆撃機型であり名称に接尾記号がない。既に製造されたYak-28-2からさほど外装やスペックはそのままである。期限に間に合わせるために生産されたためレーダーを装備しない状態で昼間戦闘を前提とした状態である(ただし前時代的な方法であるが目標照準による爆撃は可能)。よって全天候の戦闘任務が出来ないため前線基地には配備されなかった。その後、量産される可能性があったがYak-28BとYak-28Lで新規の火器管制レーダーと空対空レーダーの実装が決まったため、2機生産されたのみで終了した。その後、Il-28やMiG-17などの乗員のために訓練用として使われた後に2機とも実験機型に改造された。

### 量産機
Yak-28BブリュワーA
43機製造された兵器照準に用いるロトス測距レーダーを機首に装備したYak-28シリーズ最初の生産型。胴体後部にJATOシステムを装備しており、この型が前線の基地に配備された。
Yak-28LブリュワーB
101機製造されたYak-28Bの発展型で地上にある司令基地からの誘導電波を使用した地上制御の目標設定システムを備えた戦術爆撃機型。他に製造された10機はYak-28RLに改造された。
Yak-28IブリュワーC
223機製造されたInitsiativa-2地上マッピングレーダー(360度の半径を索敵可能)を搭載した戦術爆撃機型。
Yak-28RブリュワーD
173機配備された戦術偵察機型で主翼パイロンや爆弾倉に偵察用ポッド並びに測定器を搭載する。電子機器や高高度での撮影を容易にするカメラ等を装備している。他に製造された10機はYak-28RRに改造された。
Yak-28PPブリュワーE
82機製造された電子戦機型で1970年より配備された。機体そのものからミサイルや爆弾架を外し、空洞化した爆弾倉に当時最新鋭だった電子戦用の機材がそのまま搭載されている。他にも妨害電波を送信するためにアンテナ線と誘電体パネルが取り付けられている。これらの装置を使った際の熱は胴体中央部下に設けられたベンチレーターによって行われた。なお、戦闘に使われないタイプであるが、写真の中には翼端に小型のロケット弾ポッドを搭載した様子のものがあるが、これは戦闘ではなくフレアやディスペンサーを内蔵したロケット弾を前線に向けて発射し敵のレーダー網を攪乱させるためである。
Yak-28PファイアバーA
434機配備された防空戦闘機型でYak-28シリーズでは最多の生産数が記録された。固定機関砲を装備する予定だったが最終的に廃止して胴体下に空対空ミサイルを4発混成で搭載できるようにされた。爆弾を積まない分は胴体内部に燃料タンクを増設し航続力を増大させている。機首には新規のオリオール空対空レーダーを装備している。他、生産された1機はYak-28-64に改造された。
Yak-28Uマエストロ
183機製造された複座練習機型だが主翼下にはパイロンを残しているため通常戦闘にも投入可能な仕様。飛行性能は従来のYak-28と遜色無かったが既にYak-28の大部分はSu-15、MiG-25などに置き換えられつつあったため連絡用に用いられた。
Yak-28TARKブリュワーD 
リアルタイム画像を地上基地に送信する為のテレビ偵察システムを搭載した電波中継機型。焦点距離190mmのスチールカメラによるバックアップを可能とする。製造された10機は別の用途に改造された。
Yak-28SRブリュワーD 
SPS-141またはSPS-143アクティブ無線兼レーダー妨害装置を装備した戦術偵察機型で製造された10機は程なくして別の実験機に改造された。
Yak-28RRブリュワーD
10機のYak-28Rを改造して配備された核実験のサンプルを収集するためにRR8311-100大気サンプリングポッドを備えた放射線情報収集機型。ポッドはYak-28RR用に特別に設計されましたが、その後のすべての放射線情報収集機に装備された。その後、改造された10機は別の用途へ向けて改造された。
Yak-28RLブリュワーD
10機のYak-28Lを改造して配備された放射線情報収集機型。RR8311-100大気サンプリングポッドを装備している。改造された10機は別の用途へ更に改造された。

### 実験機型
Yak-28F(Yak-28-80)
4機のYak-28TARKを改造して制作されたオーレル空対空レーダーのテストに用いられた機体。前方の席にレーダーと電子機材を搭載し使用した場合の探知能力がどれ位優れているかを調査したが、性能が従来のSu-15やMiG-21の空対空レーダーと比べて劣ったため量産化されずに終わった。ソビエト連邦陸軍の地上標的に改造し処分された。
Yak-28BI
10機のYak-28SRを改造して制作されたブラット側視探知レーダーのテストに使用された機体。胴体の両脇のパネルを外してレーダーと電子機材を搭載しているが、結果としては西側が装備している同系列のレーダーと比べて見劣りしたため中止された。その後、Tu-22Mが装備する空対地ミサイルの標的として処分された。
Yak-28IM
5機のYak-28RRを改造して制作された拡張武器システムのテストに用いられた機体だが従来のシステムに見劣りするため終了した。その後、Tu-22Kの空対地ミサイルの標的として処分された。
Yak-28N
1機のYak-28Iを改造して制作されたK-28P兵器制御システムのテストに使用されたがカタログスペックを満たしていない性能だったため計画で終了した。その後、Su-24Mの爆撃テストの際に標的として使用し処分された。
Yak-28SR 
1機のYak-28を改造して配備された化学物質を散布する特殊作戦機型の試作機。金属疲労による構造破壊を起こして全て失われた。
Yak-28S(Yak-28-64) 
1機のYak-28Pを改造した試作機。それまでは主翼にエンジンを吊り下げるポッド方式を一般的な戦闘機のような姿に変更した。R-11F2-300ターボジェットエンジンを胴体内部に収容しインテイクを機体左右に取り付けた姿をしており、K-28Pウェポンシステム(X-28空対空ミサイル×2発)を装備している。結果としてYak-28の弱点を改善したため前線部隊に配備されるはずだったが、飛行性能は従来のYak-28Pに劣るものであり、競合機であるSu-15に比べると飛行性能は見劣りしたため量産化されずに終わった。その後、数回テストに用いられた後に施設に放置されたがアフガニスタン侵攻の際に爆弾を搭載した無人攻撃機に改造し投入され失われた。
Yak-28PD
5機のYak-28RLを改造して配備された兵器管制システムの試験機。
Yak-28PM
1機のYak-28TARKを改造して配備された航続距離延長型の試験機。1962年に初飛行したが新型機に及ばず量産は中止された。
Yak-28UVP
1機のYak-28を改造して配備されたJATOボトルと制動パラシュートを使用した短距離離着陸技術の実験機。
Yak-28URP
5機のYak-28RLを改造して配備された飛行速度を向上させる固体燃料ブースターを備えた迎撃機の試験機で性能は西側と比べて程良かったが肝心の機構が複雑化し1回使用する度に格納庫で全ての部品に分けて手入れをしてからまた組み直すという手間が掛かる構造だったため、新しいブースターが開発されると固体燃料ブースターを外し内部に資材を搭載した小型の輸送機として使用された。
Yak-28LSh
5機のYak-28RRを改造して配備された対地攻撃機型の試作機。主にパイロンに多数の爆弾を搭載出来るようにしてSu-25に匹敵する攻撃機になると想定し作られたが金属疲労により胴体に亀裂が走ったため補強が行われた。しかし、Su-24とSu-25、MiG-27など搭載量で圧倒するような機体が配備されたため意味は無いとし、全てアフガニスタン侵攻の際に無人攻撃機に改造し投入され失われた。
Yak-28VV
5機のYak-28TARKを改造して制作された垂直離着陸機型の試作機。胴体内部に新規でリフトエンジンを搭載する。当時は滑走路を失っても更地から飛び立てる戦闘機として構想され、MiG-21やMiG-23、Su-15、Yak-26等と共に本格的なV/STOL実験機として使用されたが、試験中に1機が事故で失われ、1機が暴走で失われ、2機が空中衝突で失われた。残る1機は引き続き運用されていたが燃料を大量に消費し武装も積めなくなるという問題点が浮上、更に可変翼が実用化に達し短い距離での離発着が可能という流れになったため計画は中止された。

## ギャラリー

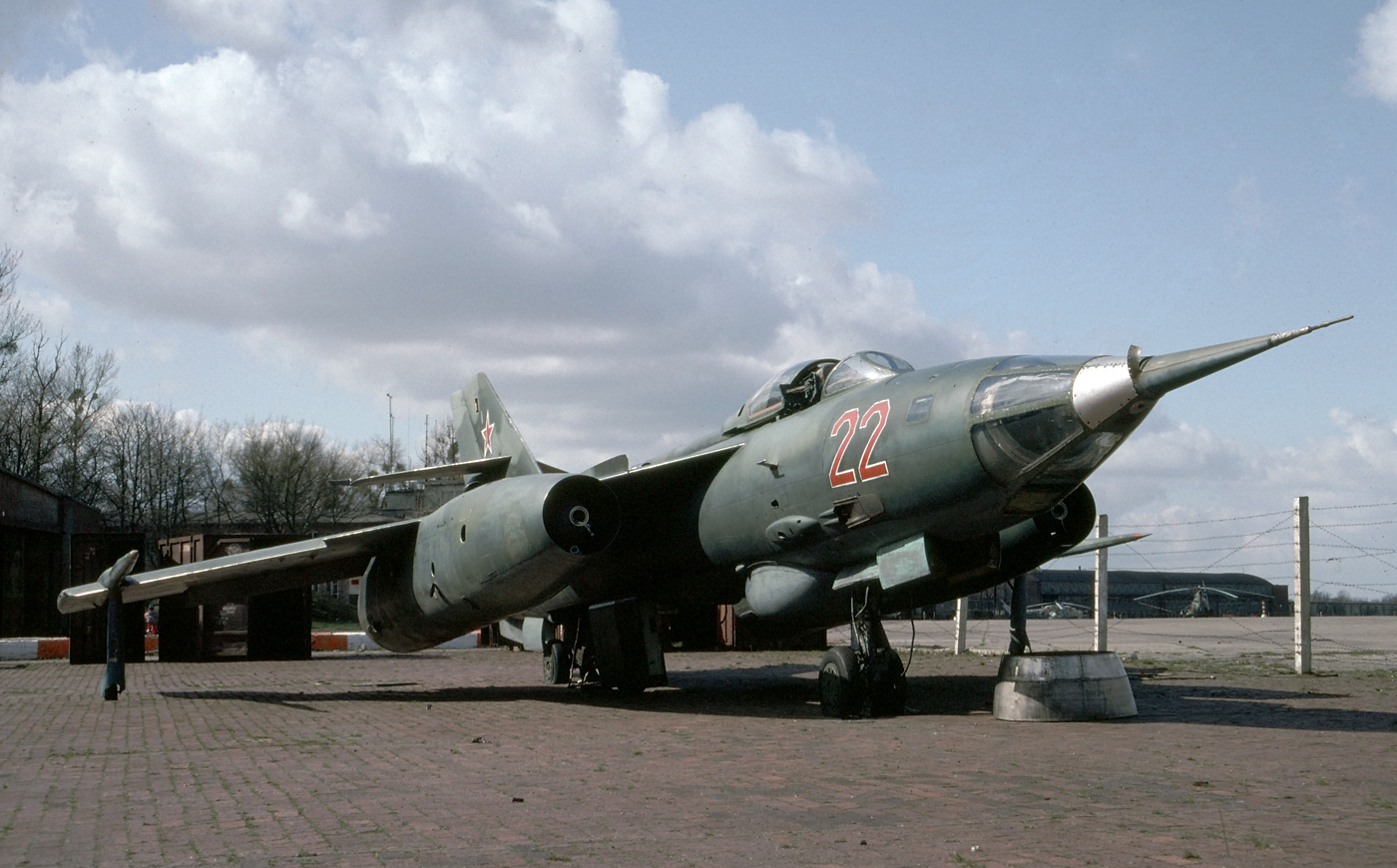
Yak-28l(赤の22)
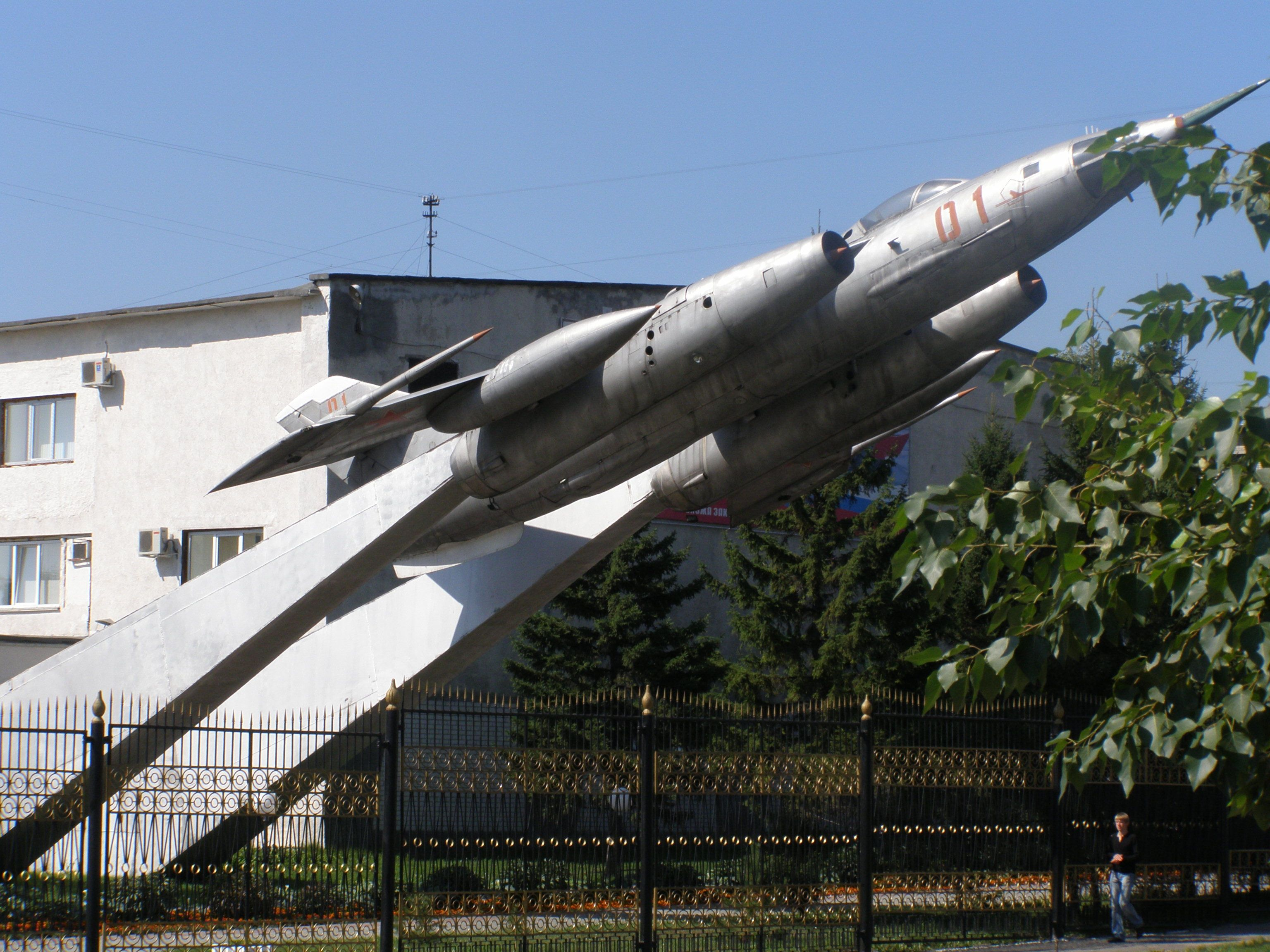
Yak-28B(赤の01)
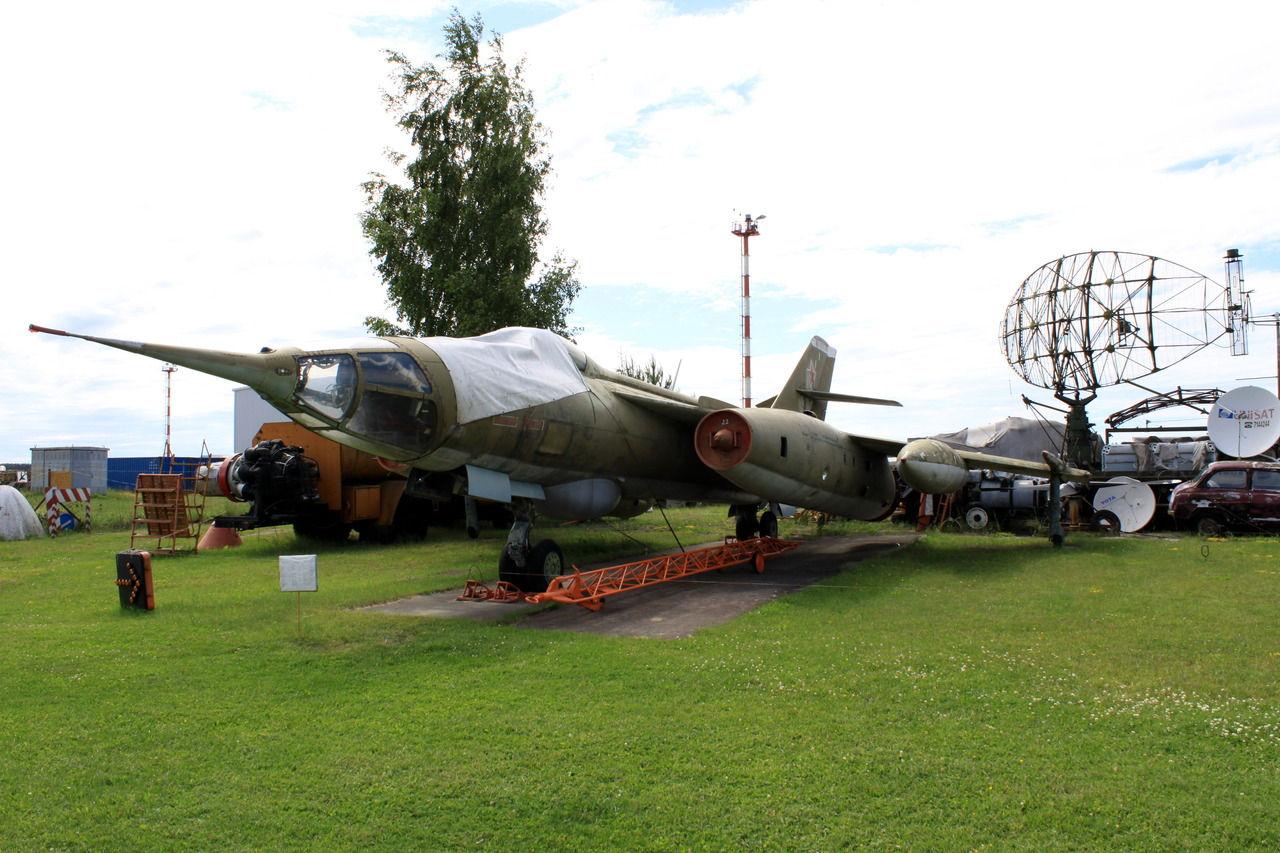
Yak-28P(元アルバニア空軍)
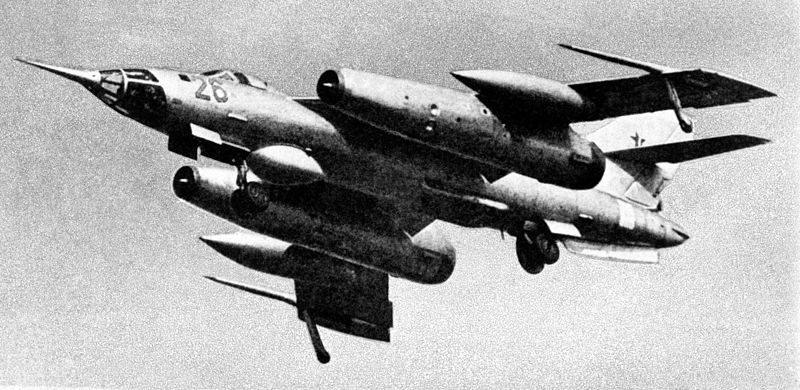
離陸直後のYak-28I(25)
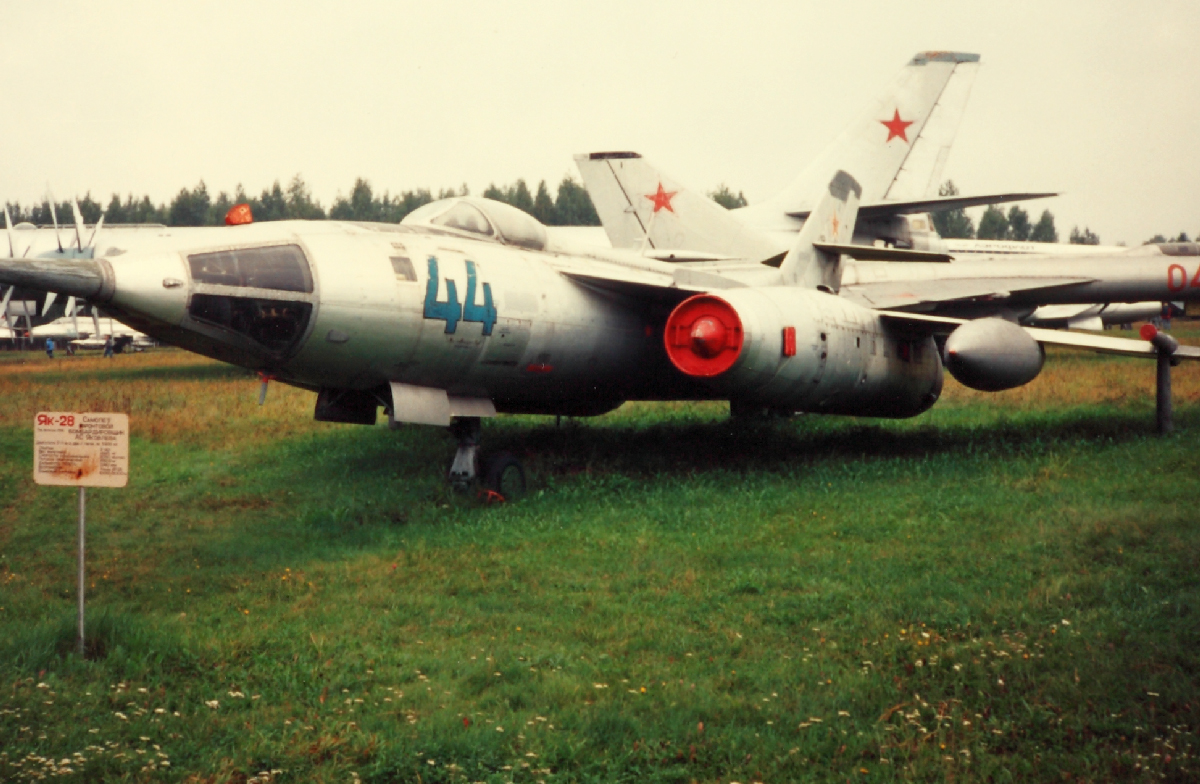
Yak-28L(赤の44の旧塗装)
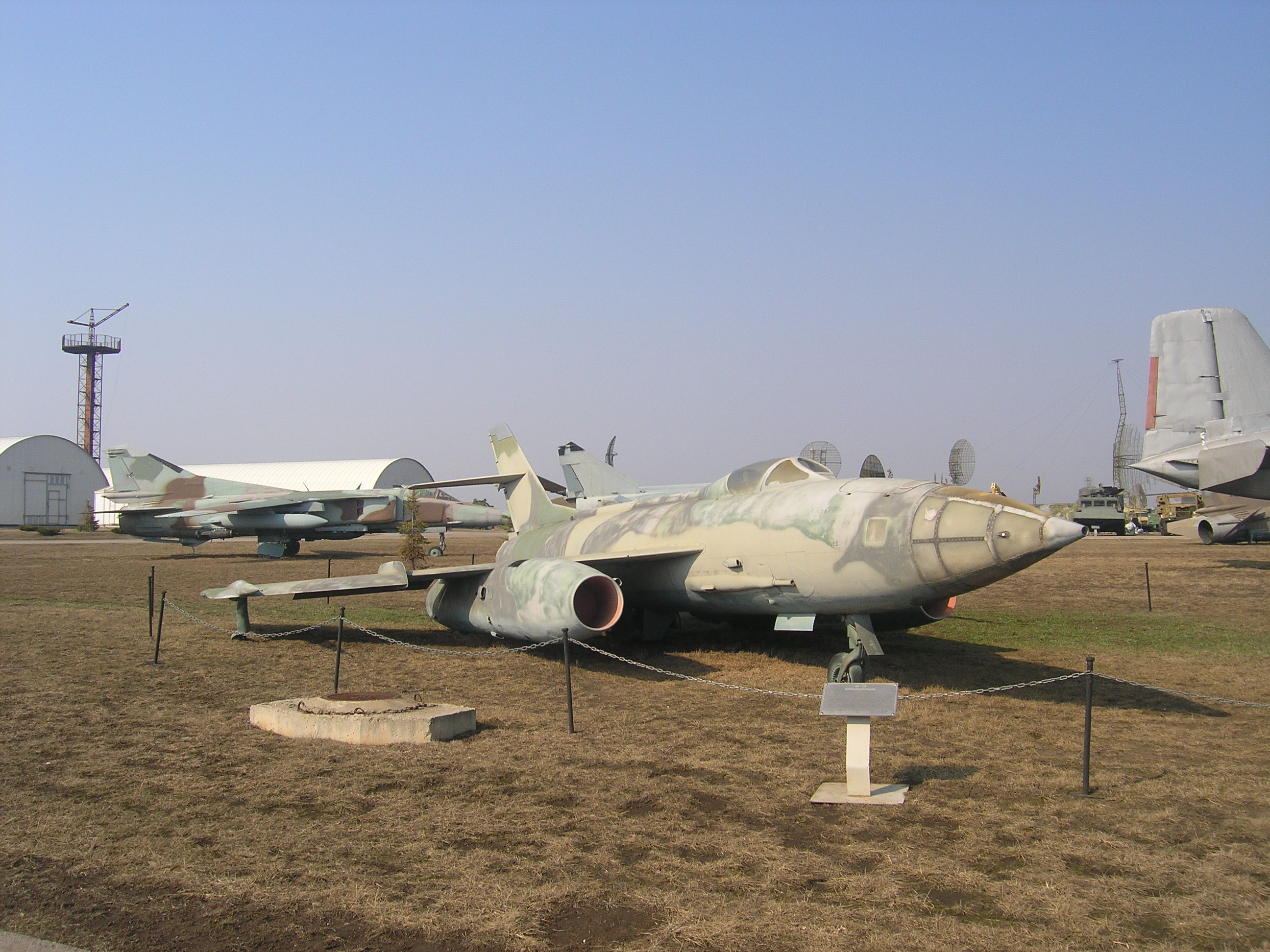
Yak-28B(元、ベラルーシ空軍機)
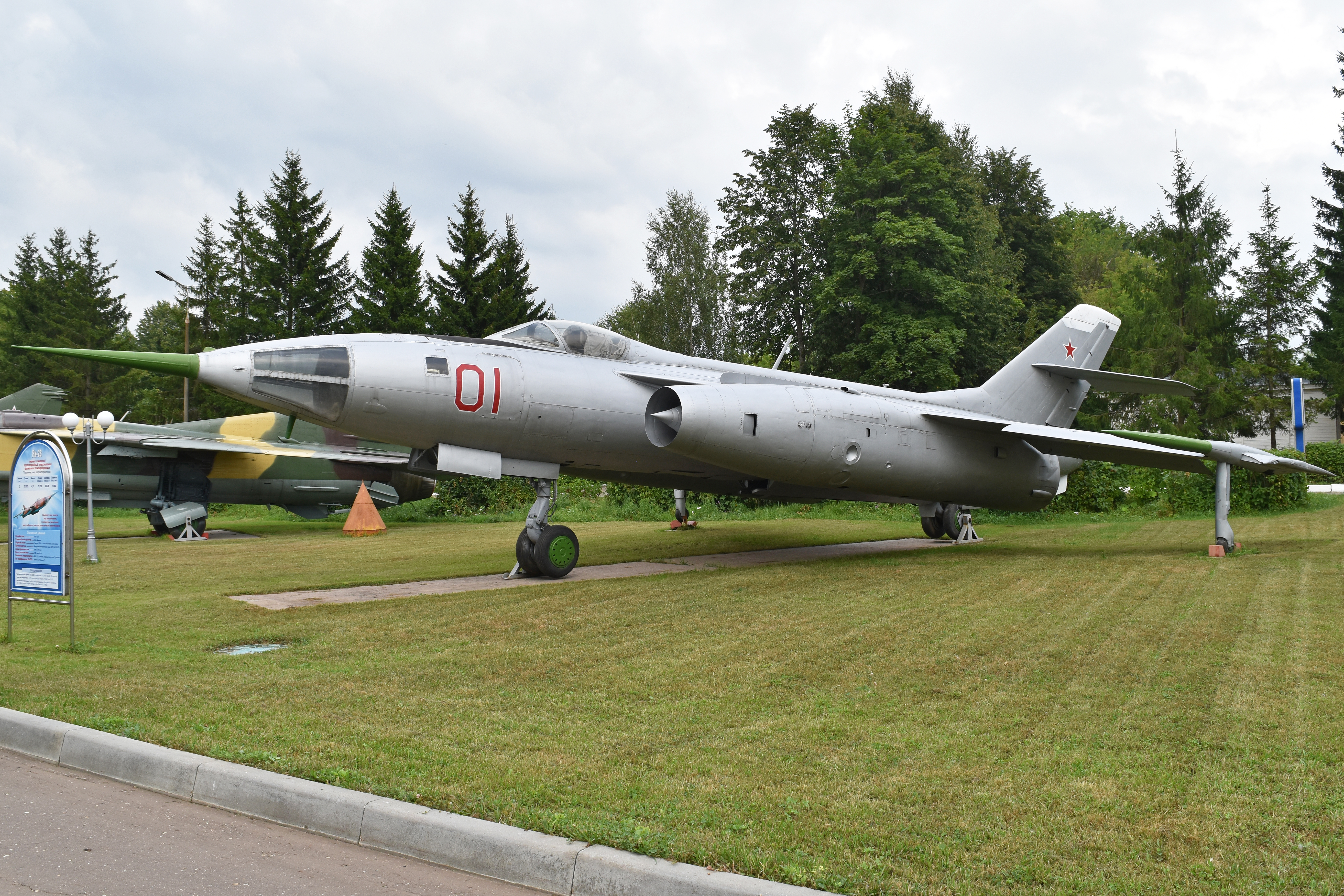
Yak-28L(赤の01)
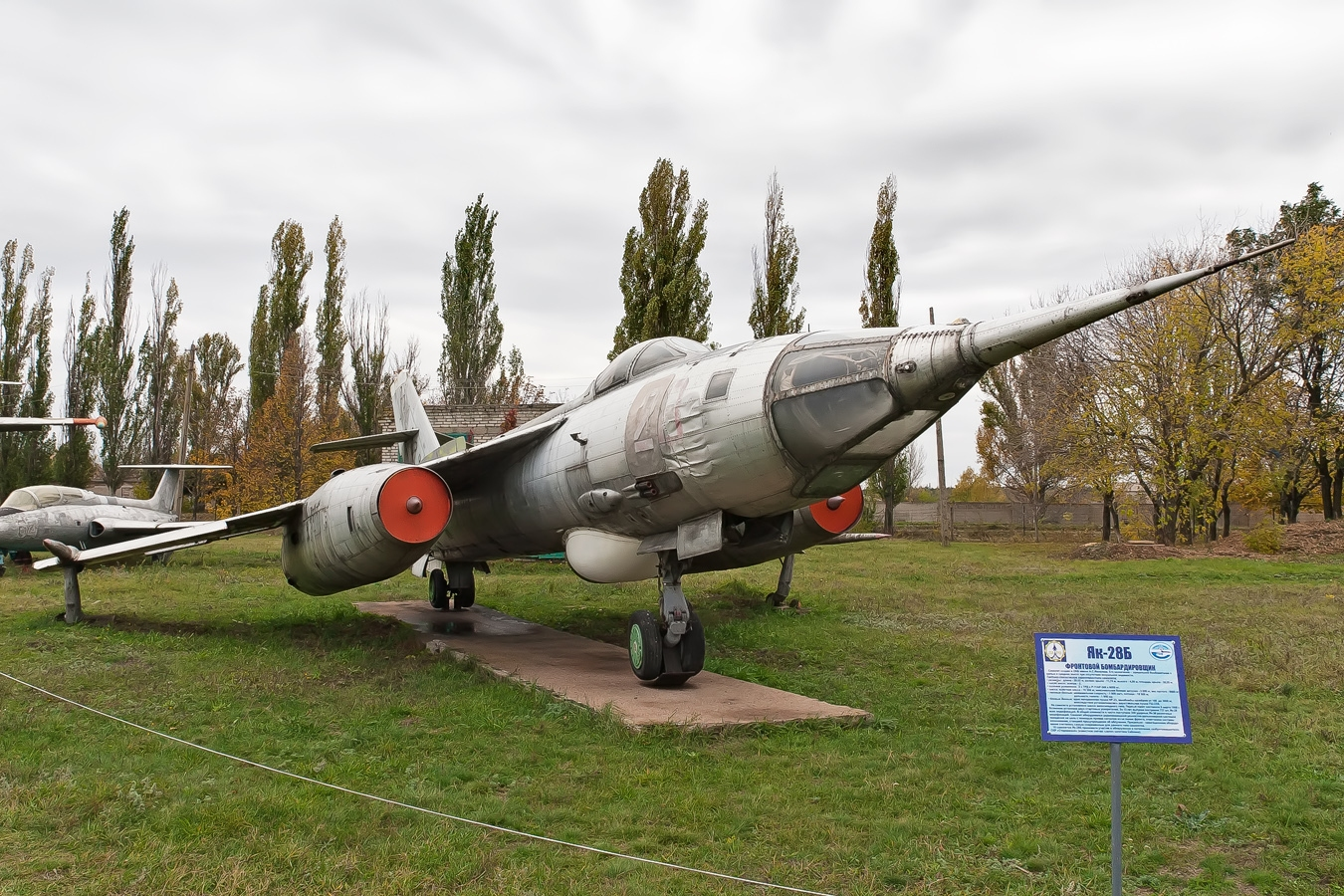
Yak-28I
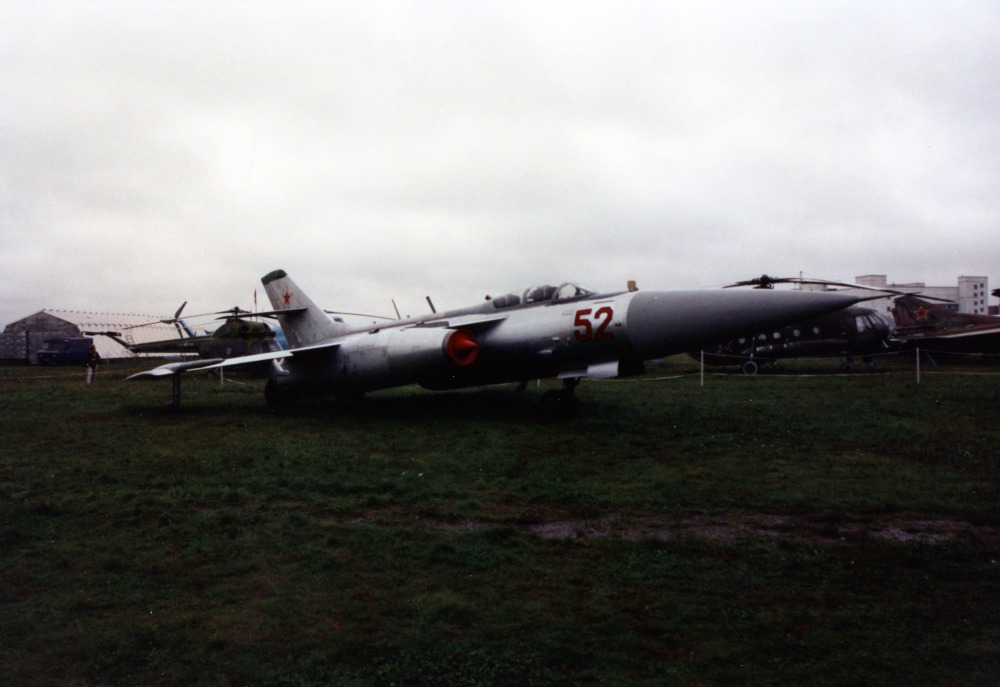
Yak-28P(赤の52)
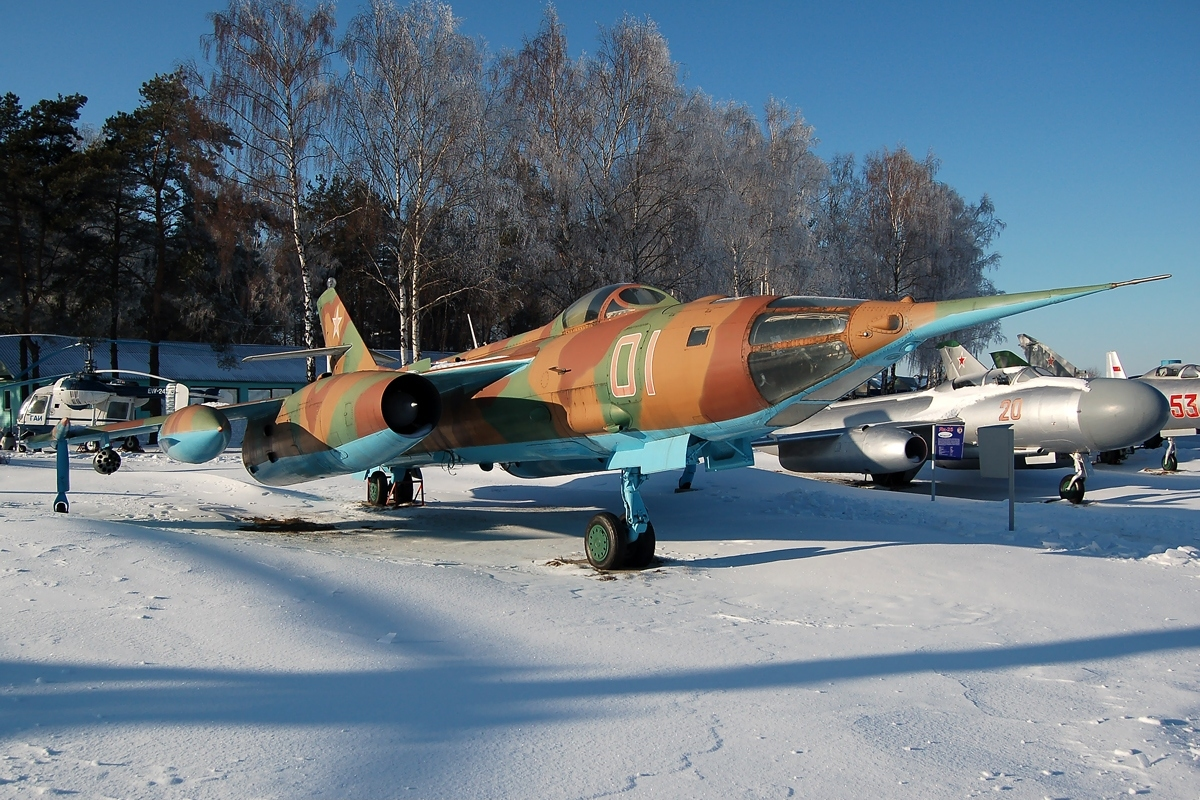
Yak-28PP(オレンジの01)
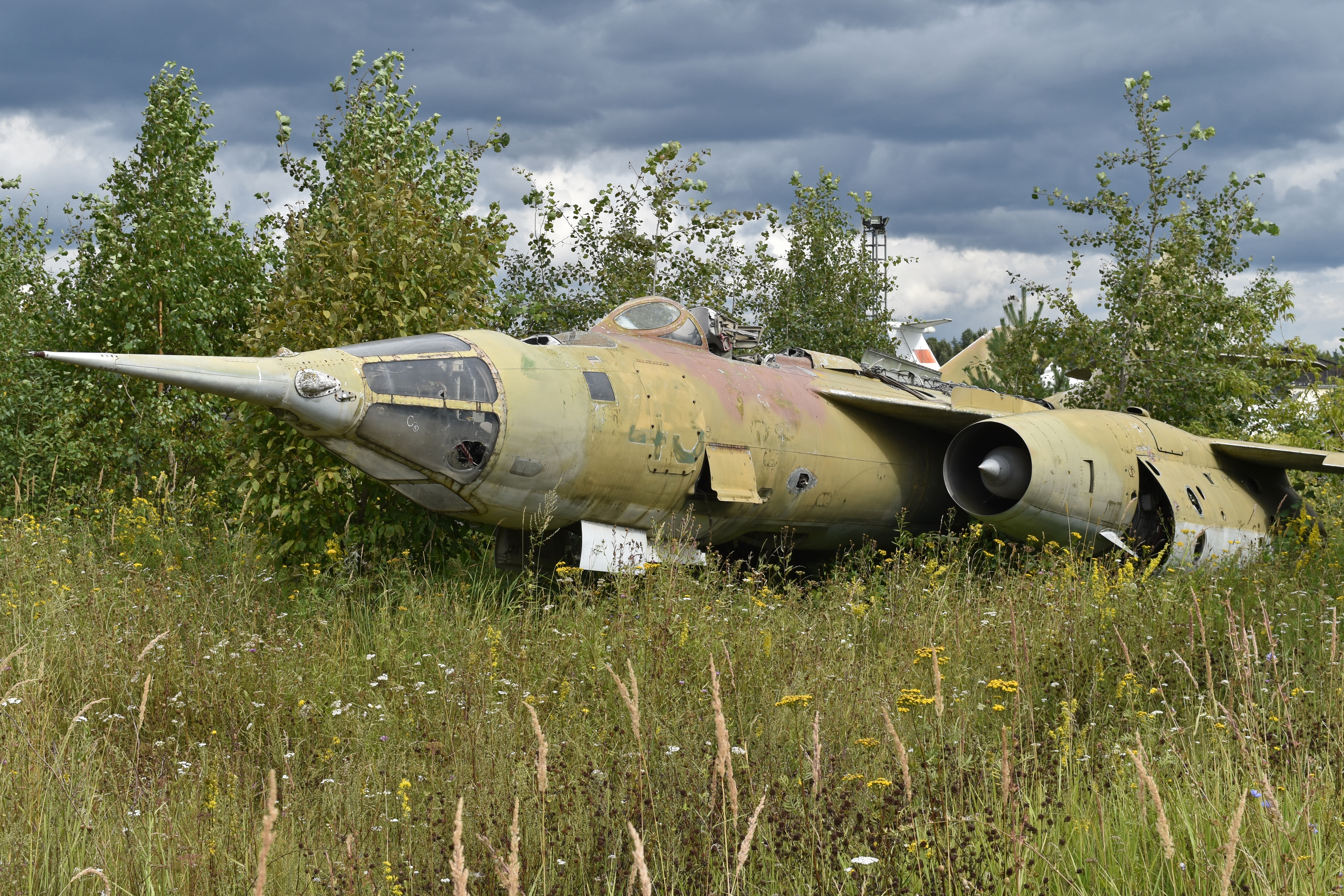
Yak-28P(青の43、元アルバニア空軍機)
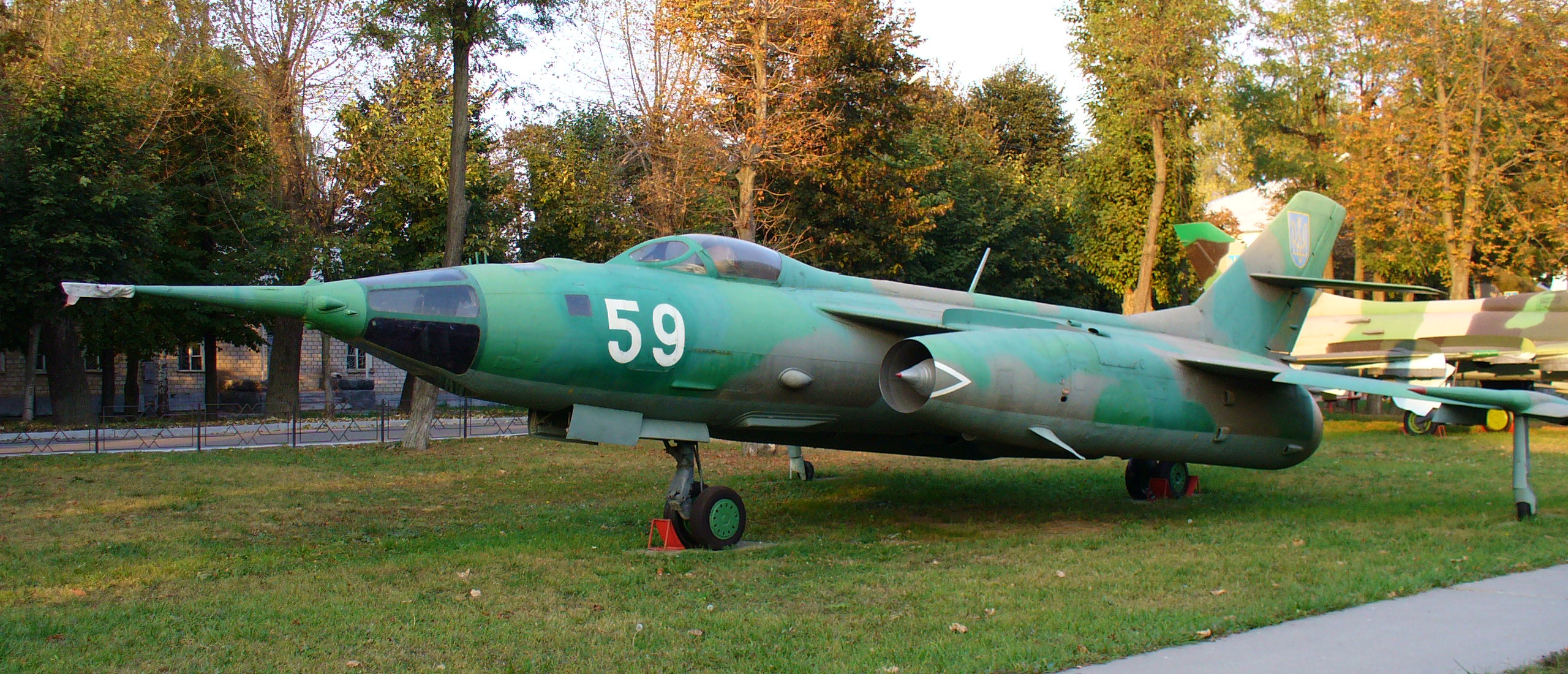
Yak-28PP(白の59、元ウクライナ空軍機)
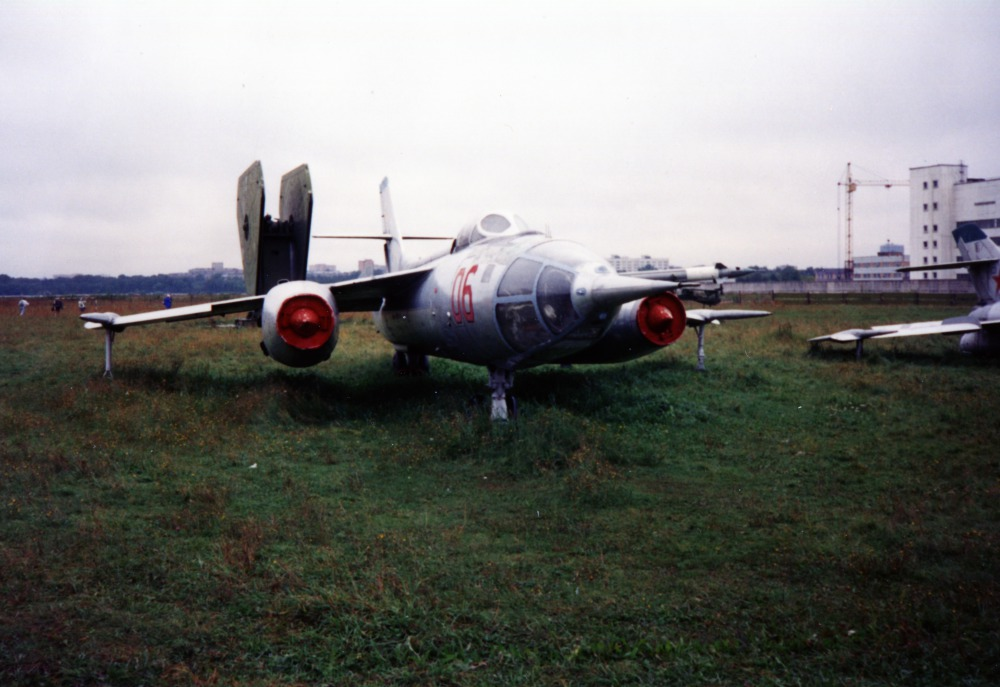
Yak-28R(赤の06)
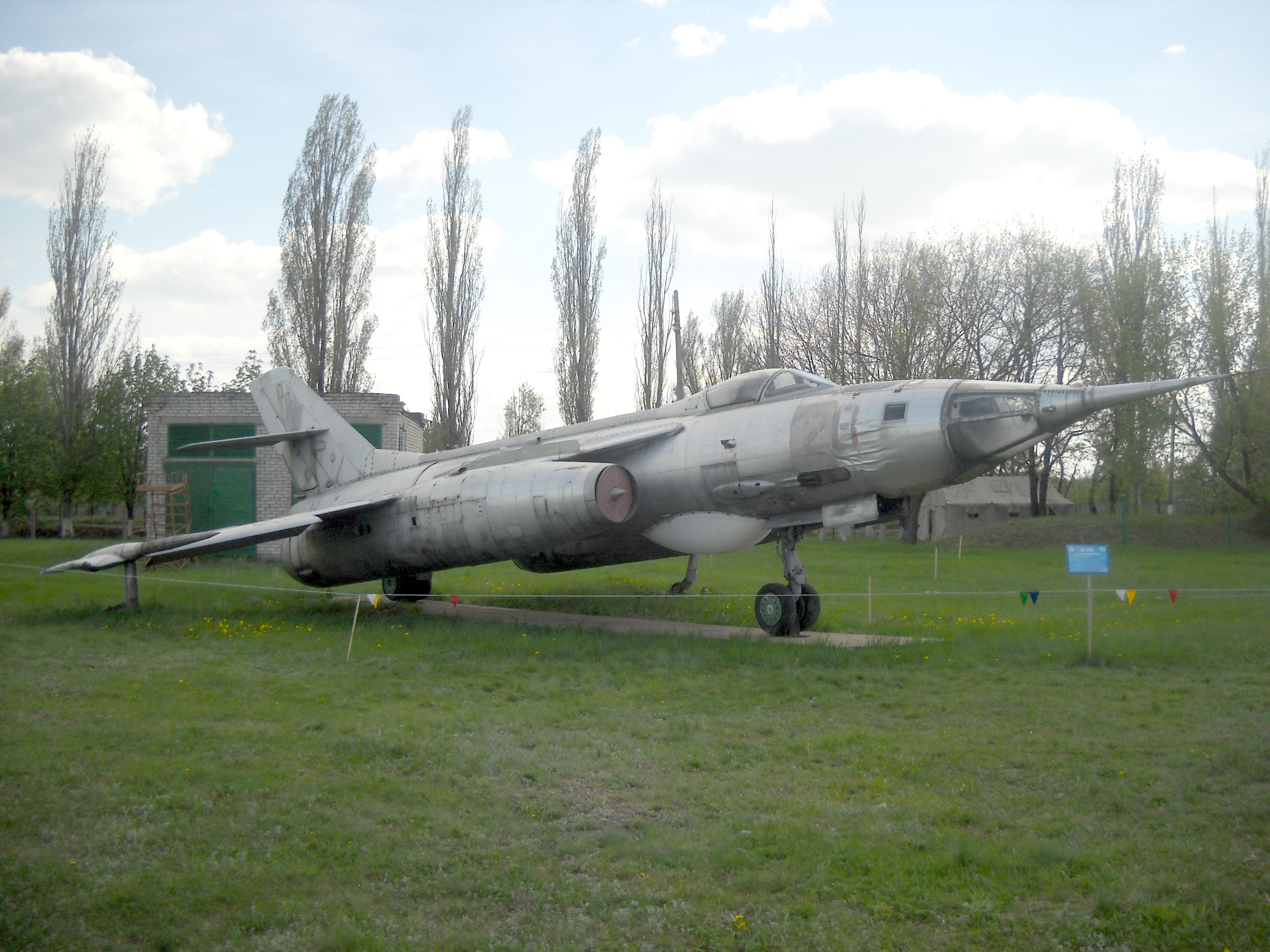
Yak-28I
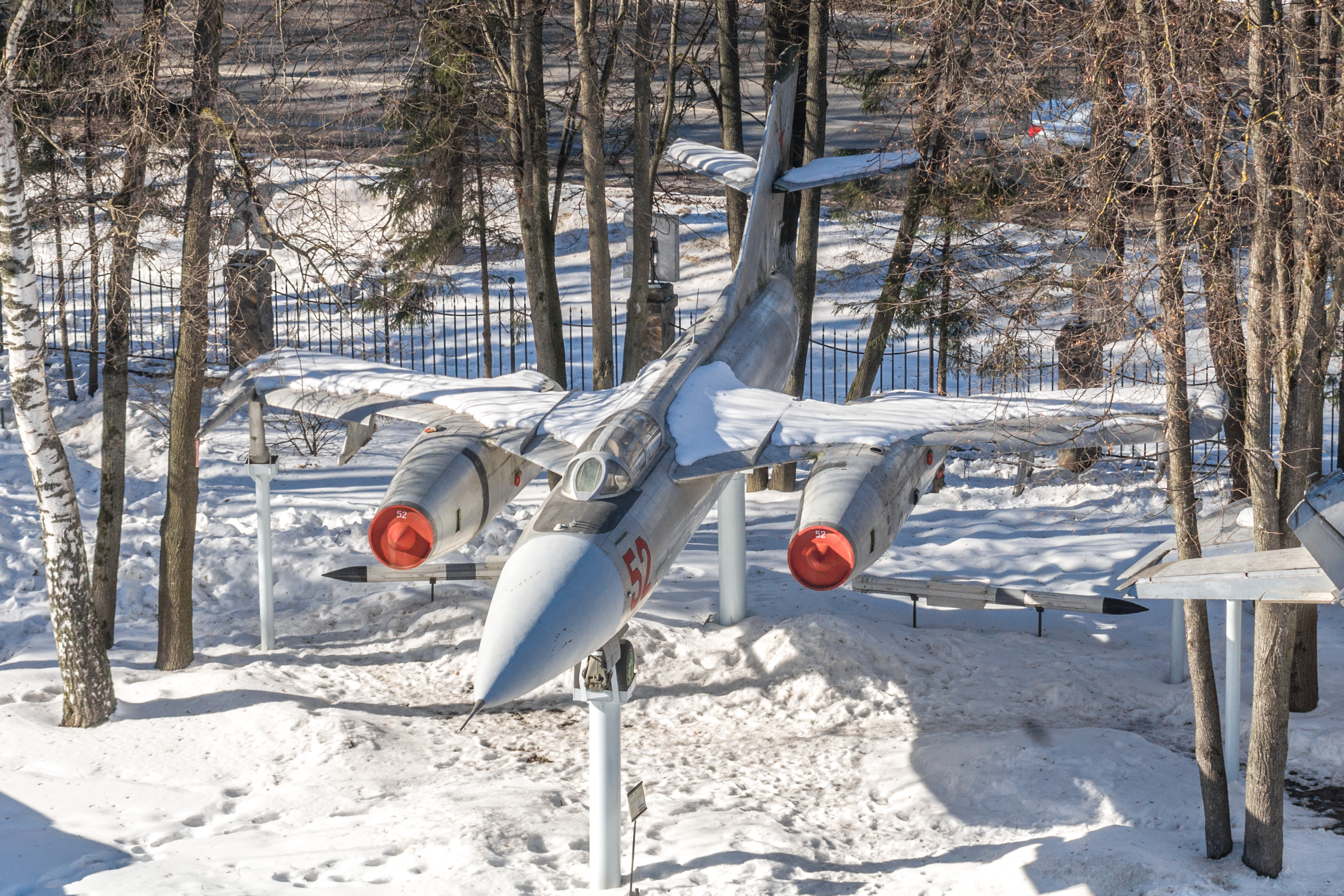
Yak-28P(赤の52)
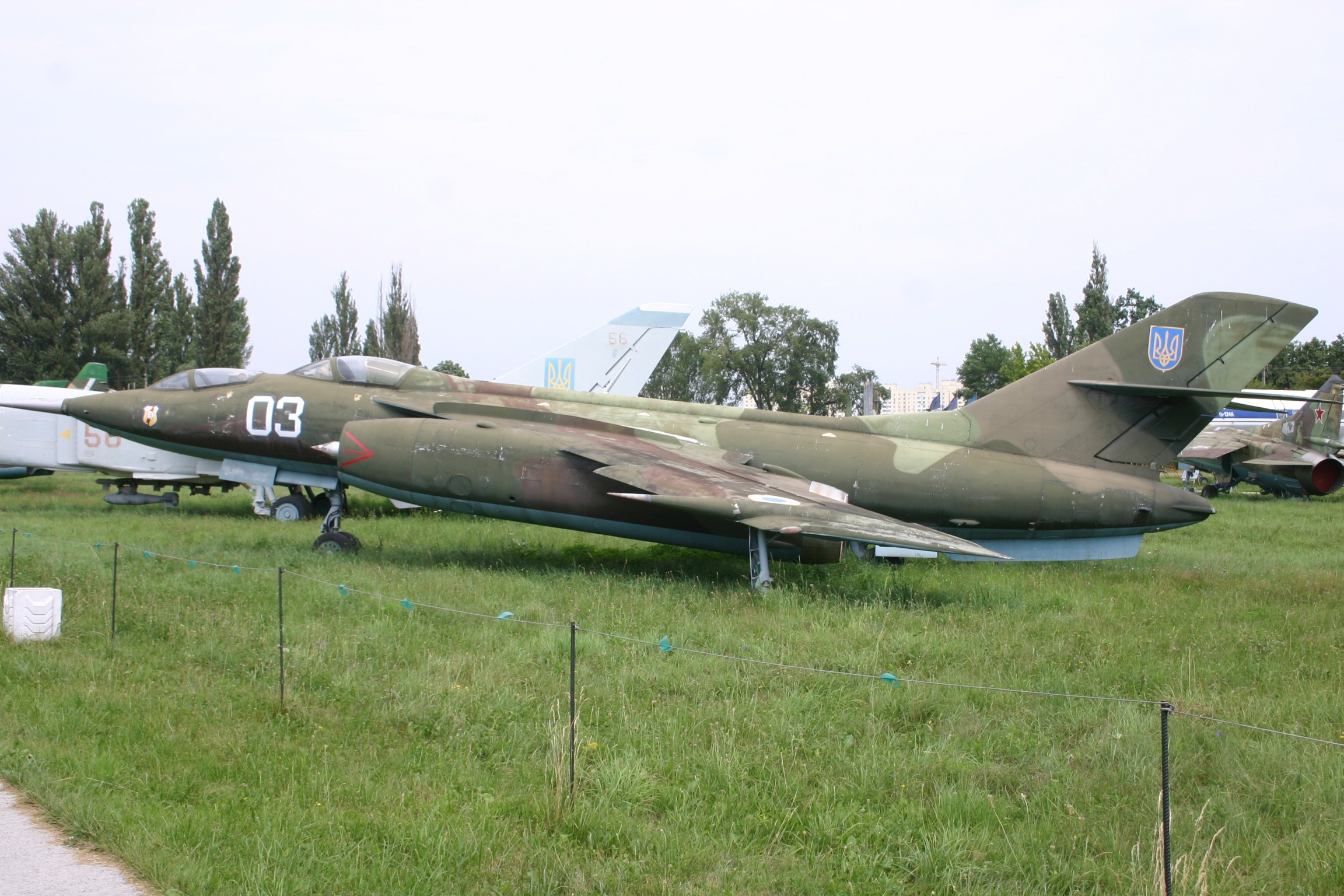
Yak-28U(元ウクライナ空軍機)
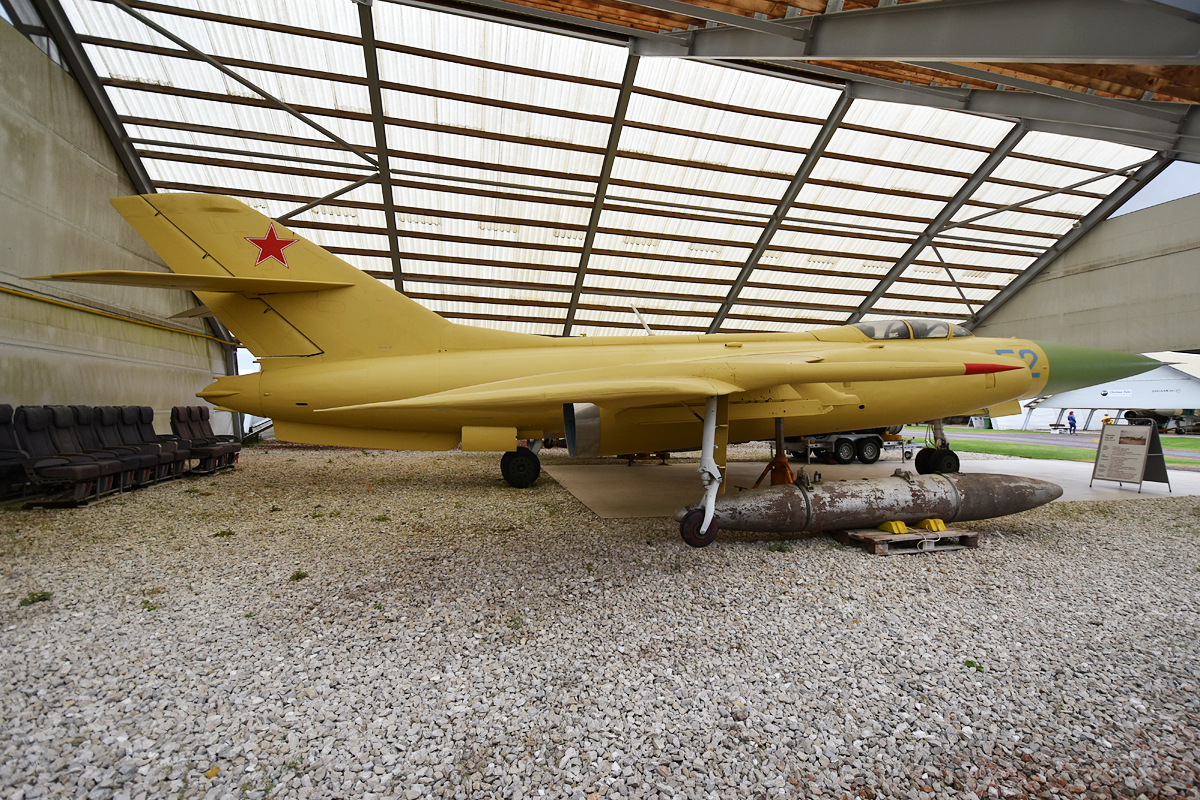
Yak-28P(元、アルバニア空軍機)
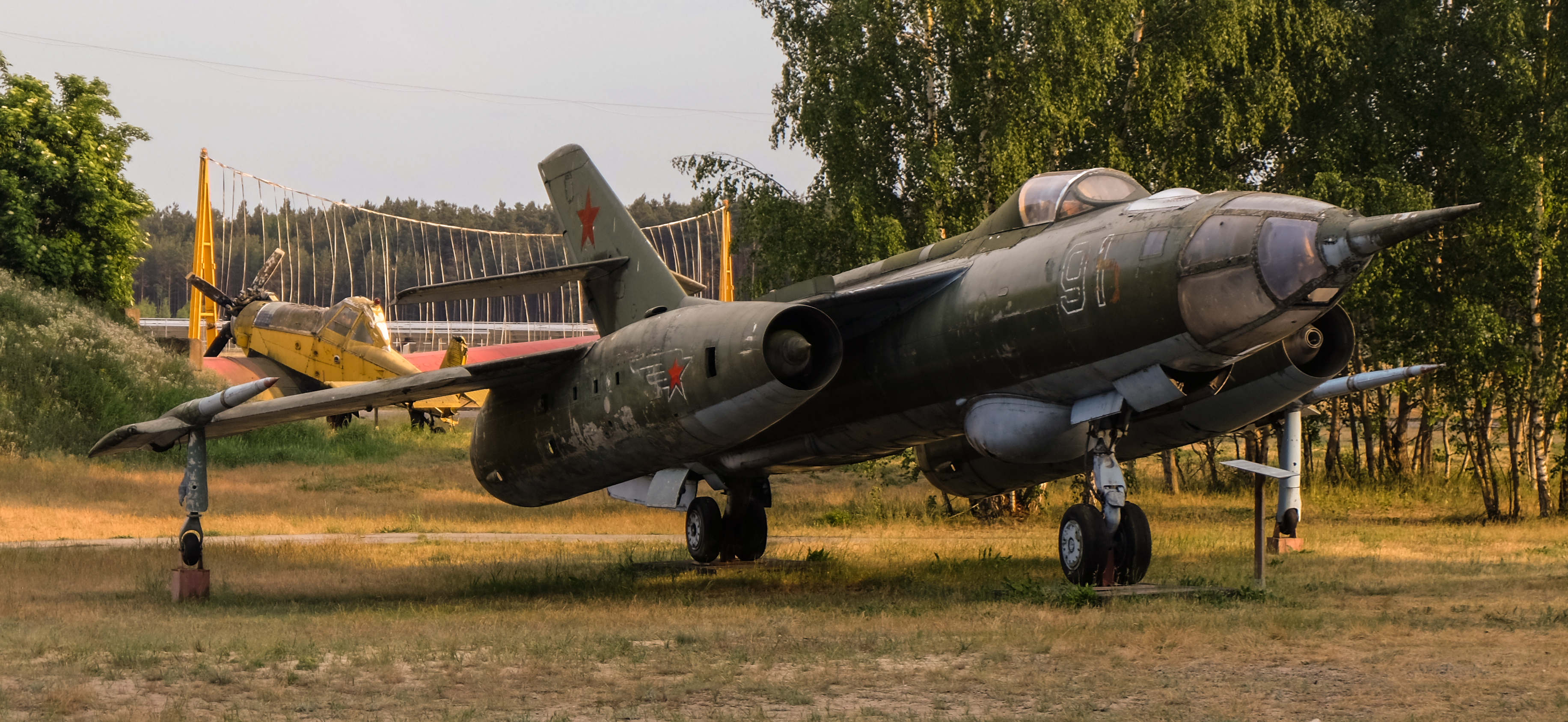
Yak-28SR
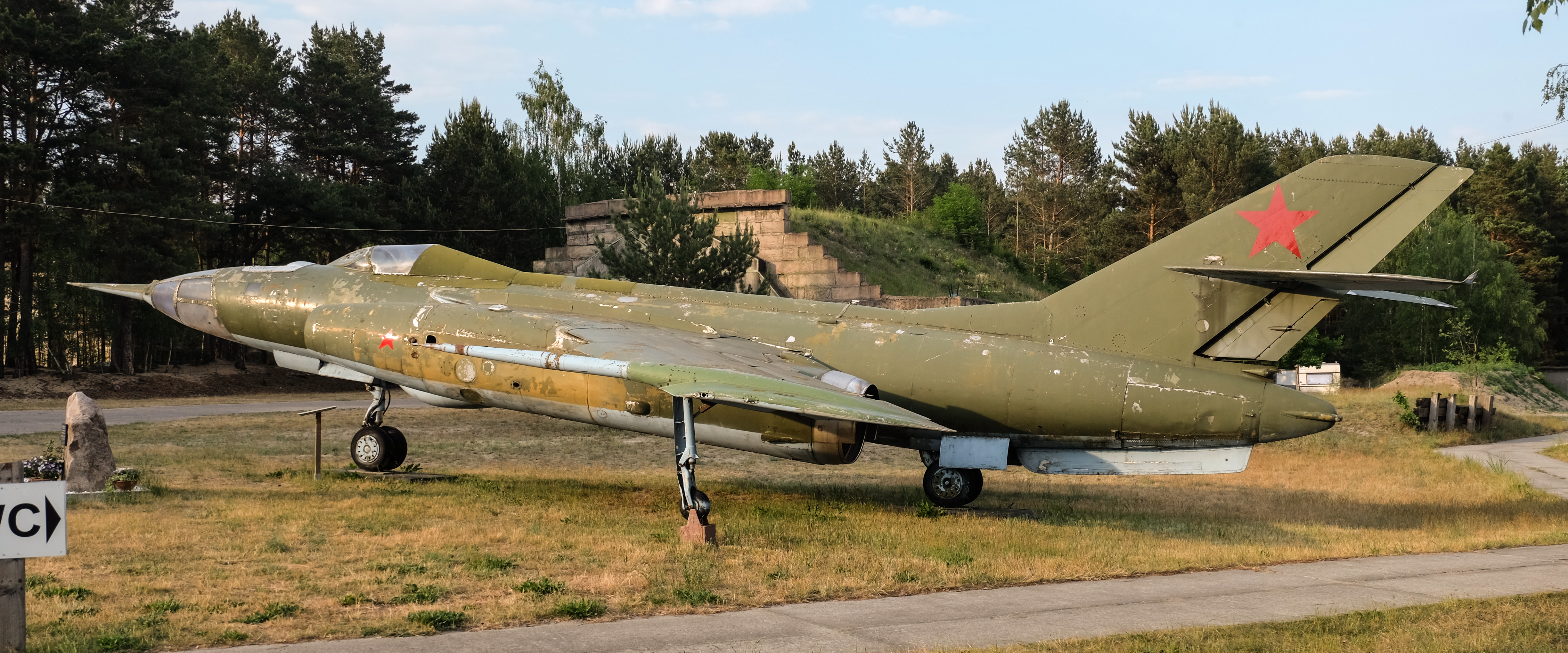
Yak-28PP
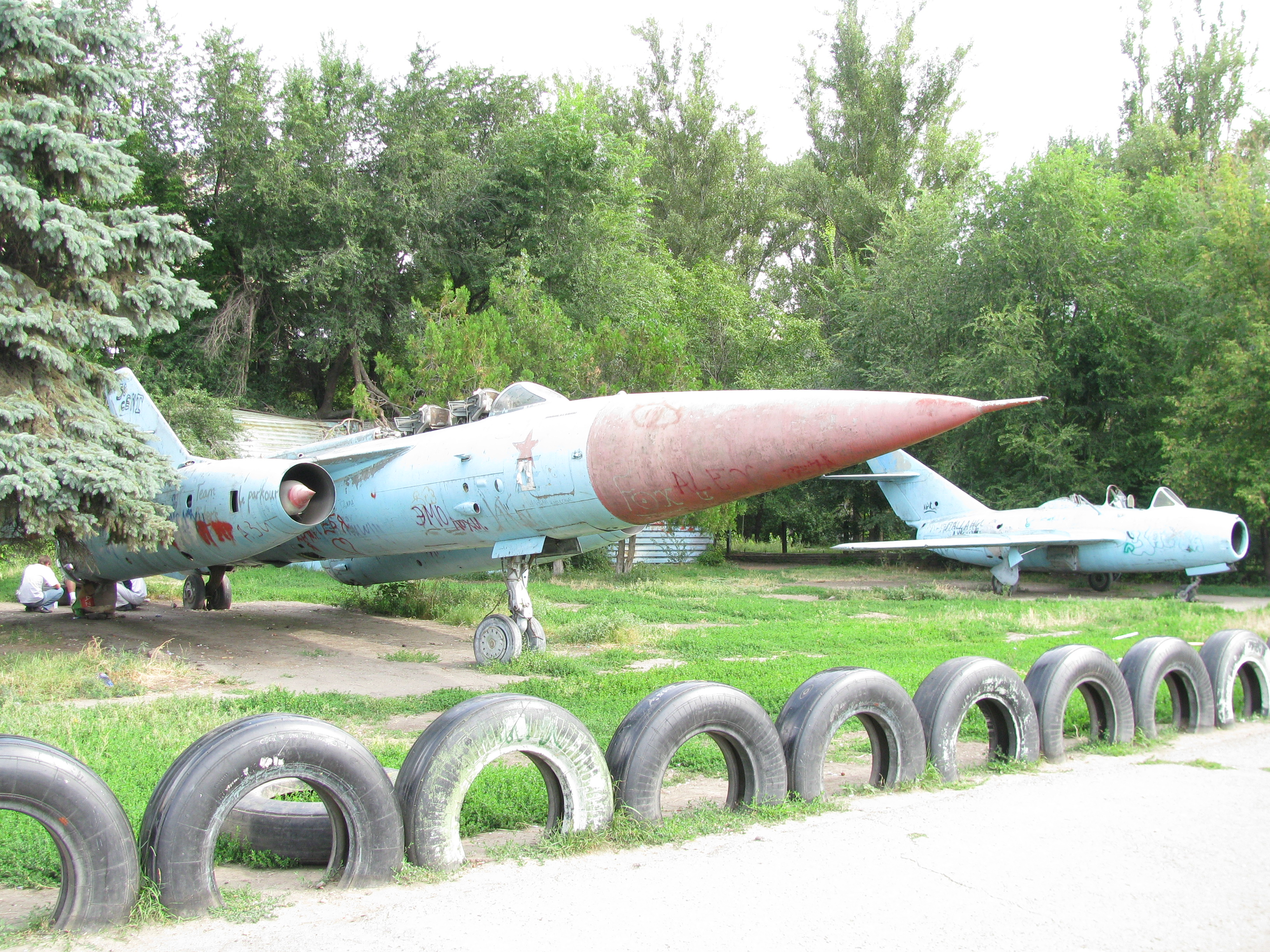
Yak-28P

## スペック（Yak-28P）
諸元
- 乗員: 2 名
- 全長: 21.6 m （75 ft 0 in）
- 全高: 3.95 m （12 ft 11 in）
- 翼幅: 12.06 m（41 ft 0 in）
- 翼面積: 37.6 m2 （405 ft m2）
- 空虚重量: 9,970 kg [2] （21,980 lb）
- 運用時重量: 15,000 kg （33,069 lb）
- 最大離陸重量: 20,000 kg （44,092 lb）
- 動力: ツマンスキー R-11AF-2 ターボジェットエンジン
  - ドライ推力: 46 kN （10,140 lbf） × 2
  - アフターバーナー使用時推力: 62 kN （13,670 lbf） × 2

性能
- 最大速度: 1840 km/h （1142 mph）
- 航続距離: 2,500 km （1,550 mi）
- 実用上昇限度: 16,750 m （54,954 ft）
- 離陸滑走距離: m （ft）
- 着陸滑走距離: m （ft）
- 翼面荷重: 531 kg/m2 （108.6 lb/ft2）
- 推力重量比: 0.62

武装
- ミサイル: 

  - 2 × R-98TM/RM 空対空ミサイル,
  - 2 × K-13A 短距離空対空ミサイル